# ゴープラム

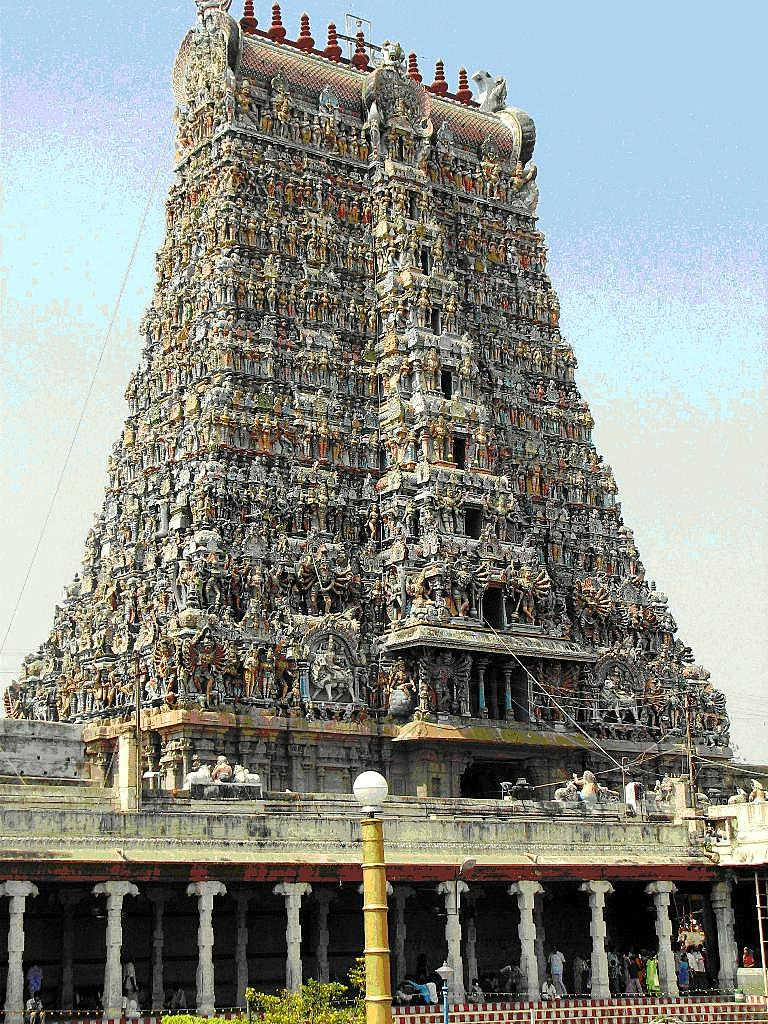
マドゥライにあるミーナークシアンマン（Meenakshiamman）寺院のゴープラム（塔門）

ゴープラム（タミル語: கோபுறம் / Gōpuram）は、南インドのヒンドゥー教寺院に見られる塔門又は楼門建築である。壁で囲まれたドラヴィダ様式のヒンドゥー教寺院複合（コーヴィル）の出入り口に置かれ、宗教的には聖俗を分かつ山門としての機能を有する。歴史的には、9世紀ごろチョーラ朝期から建てられはじめ、時代が下るほど高大なものが建てられるようになった。地理的には、テルグ語圏よりも南の地域に分布し、さらに、交易や人的交流によりドラヴィダ文化の影響を受けた東南アジアにまで広がる。

## 語源
タミル語では名詞の数を区別する。ゴープラムは複数形であり、その単数形は「ゴープラ」（Gōpura）である。また、タミル語の子音 "க" は（朝鮮語のように）有声と無声の区別をしないため「コープラ/コープラム」表記も理論上はありうるが、あまり見られない。また、タミル語では（日本語のように）母音の長短を区別するため、カナ表記は長音符を伴う「ゴープラ/ゴープラム」表記が理論上は好ましいが、「コプラ/コプラム」と表記する例も見られる。
「ゴープラム」の語源は、タミル語で「王」を意味する「コー」（கோ, kō）と、「外構」を意味する「プラム」（புறம், puram）があわさってできたというタミル語説がある。その他に、ジークフリート・リーンハルトによる説は、「街の門」などと訳されるサンスクリットの単語「ゴプラ」（ गोपुर gopura）が語源であるとする説である。この説によると、「街の門」を意味する「ゴプラ」はおそらく「牛」か「空」を意味する go と、「街」を意味する pura の2語から成り立っているという。

## 歴史
サンガム時代には、「不朽の門」を意味するオーンッグ・ニライ・ヴァーイル（ஓங்கு நிலை வாயில், ōnggu nilai vāyil）と呼ばれるものがあり、ゴープラムの前身とする説がある。

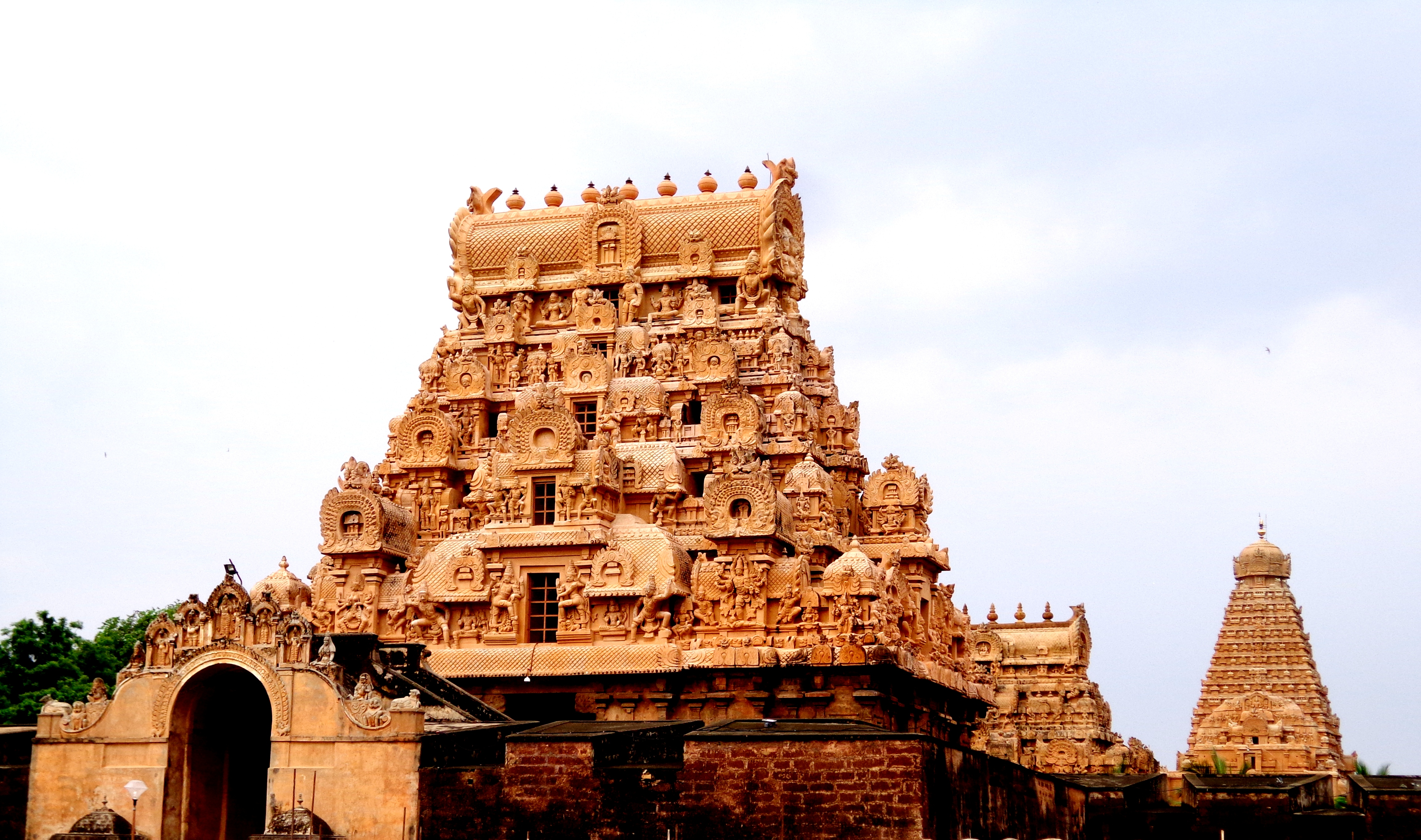
タンジャーヴールのブリハディーシュヴァラ寺院（11世紀）

ゴープラムの起源は、チョーラ朝、チェーラ朝、パーンディヤ朝、パッラヴァ朝といったタミル王朝の古い建築に求めることができる。マハーバリプラムの「海岸寺院」が備える塔門は10世紀の建築である。この塔門は単層であり、後代の物と比較すると、ずっとおとなしいものである。これら以前の建築に対して、11世紀の建築になるタンジャーヴールのブリハディーシュヴァラ寺院は複数階層の塔門を2基備え、これらはそれぞれ、従来のものよりはるかに大きい。後代のゴープラムへ至る決定的な第一歩が、このブリハディーシュヴァラ寺院の塔門から踏み出された。それでもまだ、ヴィマーナ（主殿）よりずっと小さいものではある（ヴィマーナ60mに対して、ゴープラムはそれぞれ30m）。また、外部からヴィマーナへと至る一直線の参道上に2基とも建てられており、東西南北の参道に林立させる建築様式には未だ至っていない。

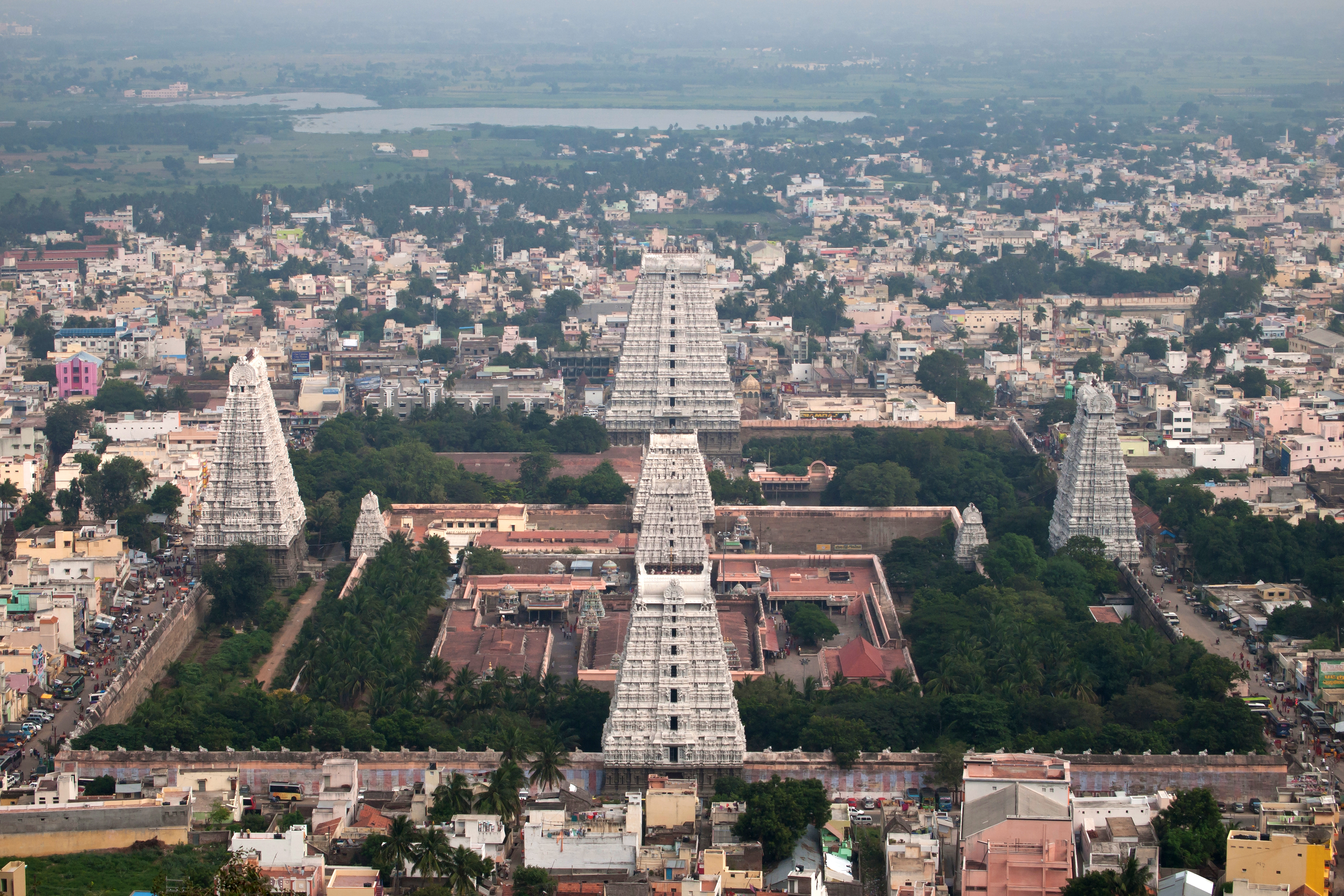
ティルヴァンナーマライのアンナーマライヤール寺院に林立するゴープラム

ゴープラムはパーンディヤ朝歴代の王の下で巨大化していった。12世紀には最終的に、ゴープラムの影により寺院内部の聖域の見た目の印象が弱くなる程、寺院の外観における最も支配的な特徴となった。また、装飾の豊富さという点においてもゴープラムは内部の聖域空間より優越するようになった。初期のゴープラムの重要な建築例としては、チダムバラムのティッライ・ナタラージャ寺院の4棟のゴープラムがある。これらは13世紀中葉に建築が始まったが完成にはより長い年月を要した。
ヒンドゥー寺院はヒンドゥー教の伝播にしたがってインドの周辺地域にも建立された。チャンパー朝、クメール朝、シャイレーンドラ朝の建立した寺院が特によく知られ、東南アジアのこれらの寺院は南インドの様式が見られる。例えば、アンコール遺跡群の一つ、タ・プローム寺院のように、クメール建築の中には、ゴープラムを備えるものがある。

## 建築
コーヴィル（ドラヴィダ様式のヒンドゥー教寺院）の中には複数のゴープラムを備えるものもあり、その典型的な作りは、本殿の周りを壁が三重に取り囲むというものである。上空から見下ろすと、三重の壁は正方形をしていることがよくある。そして、最も外側の壁に複数のゴープラムが置かれている。コーヴィルにおいて、主神殿ないしその塔状の屋根は、ヴィマーナム（vimānam）と呼ばれる。本殿よりも遥かに大きなゴープラムを有するコーヴィルもしばしば見られる。シュリーランガム（ティルヴァランガム）にあるシュリー・ランガナータスワーミ寺院の主門は11層、高さ72メートルもあり、非常に大きい。

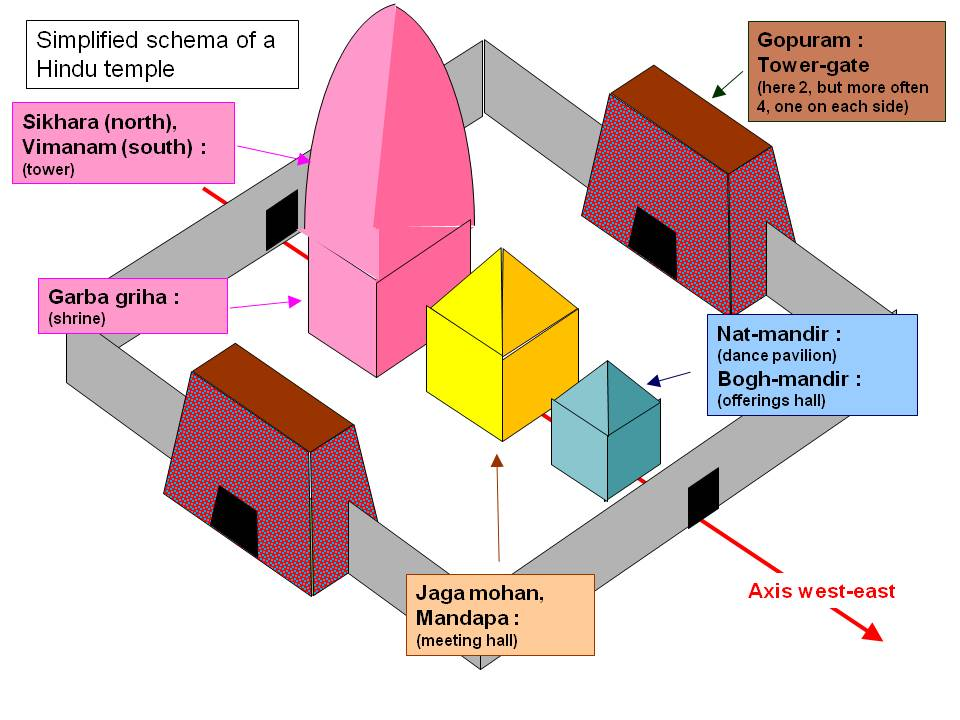
コーヴィルを単純化して示す図

ゴープラムのプランは通常、長方形である。地上階には豪華に装飾された木製の扉があり、出入り口としての機能を提供する。ゴープラムは複数の階が積層する構造である。全体として上方へ行くほど細くなっている。各階の高さも塔の先端部ほど低い。塔の頂部は、カラサム（kalasam）という丸く膨らんだ石のフィニアル（尖塔飾り）のついた蒲鉾状の屋根が置かれているのが普通である。

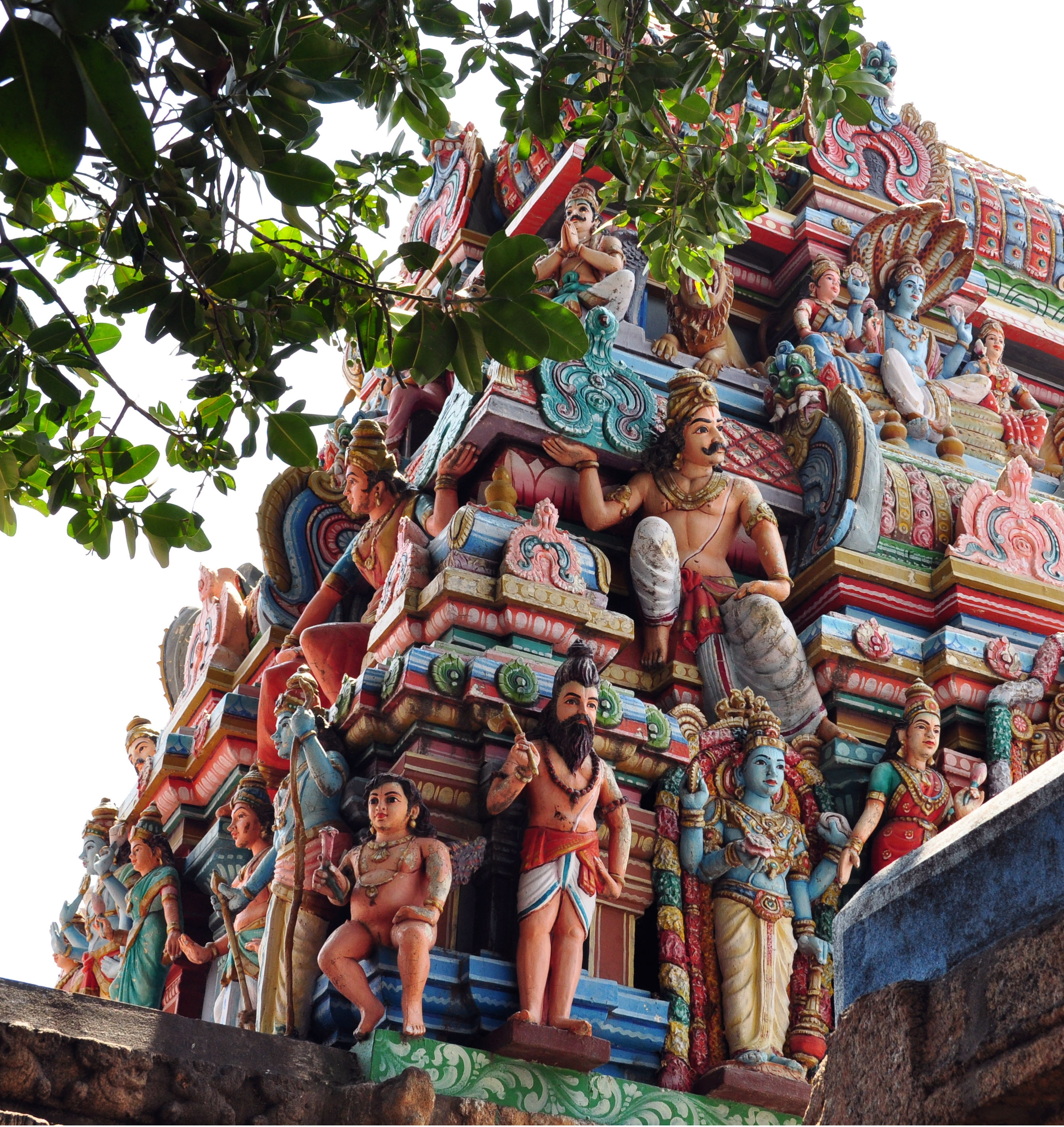
ゴープラムの細部の一例

南インドのゴープラムには、幾多の彫刻彫像により絶妙に装飾され、極彩色に彩られたものが多く見られる。これらの彫像や彫刻は多様性に富むが、すべてヒンドゥー神話に由来するものである。とりわけ、そのゴープラムが設置されている寺院が祀る神格に関連する神話から抜き取られた一場面を表すものが多い。